# 拉杜林
50°24′19″N 27°27′54″E / 50.40528°N 27.46500°E
拉杜林（烏克蘭語：Радулин），是烏克蘭北部的村莊，隸屬日托米爾州的茲維亞赫爾區。該村始建於1776年，面積2.55平方公里，海拔高度230米，2001年人口479，人口密度每平方公里19.02人。